# Christopher Golden

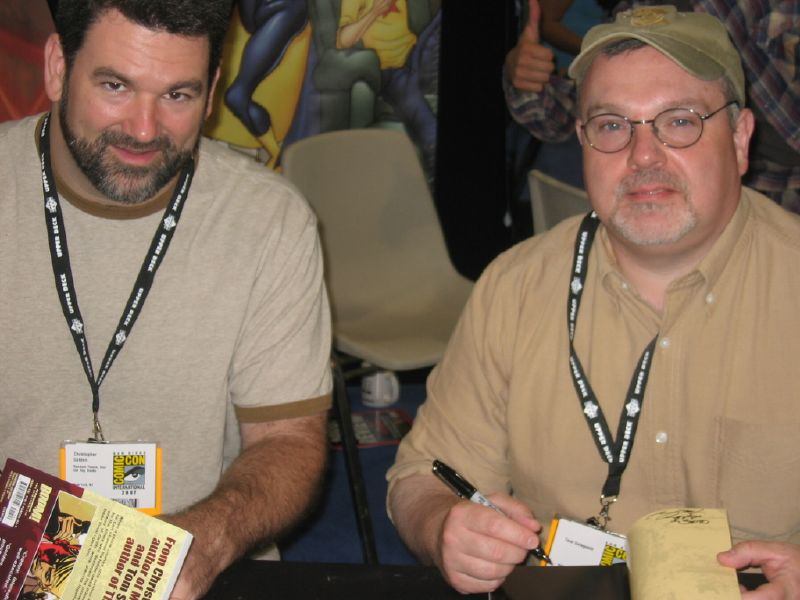
Christopher Golden e Tom Sniegoski na Comic Con Internacional em 2006.

Christopher Golden (nascido em 1967) é um escritor norte-americano especializado em livros de ficção científica. Ele é autor de vários romances de fantasia negra e de vários livros de histórias em quadrinhos. Além disso, também escreveu romances adultos do seriado de TV Buffy, a Caça-Vampiros.
Golden também escreveu muitas histórias de Hellboy, em forma literária, adaptando o personagem dos quadrinhos para uma nova mídia.
Nasceu e cresceu em Massachussetts, onde continua a viver com a sua família.
Fez uma adaptaçao do jogo uncharted 3, com o nome de uncharted ; O quarto labirinto.
Tambem escreveu outros romances  como ; Of saints and shadows, The myth hunters, The boys are back in town.